# Скандал з поставками турбін Siemens в Крим
Скандал з поставками турбін Siemens в Крим — господарський та політичний скандал, викликаний спробою Росії в липні 2017 здійснити монтаж газових турбін виробництва німецького концерну Siemens в окупованому Криму в обхід дії міжнародних санкцій.

## Передумови
Окупація російськими військами та подальша анексія Криму призвела до від'єднання Кримського півострова від джерел енергопостачання материкової України. Це призвело до гострої нестачі електроенергії на півострові, масових відключень від електромереж промислових підприємств та віялових відключень приватних споживачів енергії. Прокладання електричних кабелів через керченську затоку з Краснодарського краю Росії до міста Керч у Криму не дозволило істотно покращити ситуацію із енергозабезпеченням через низьку потужність ЛЕП, які з'єднують Керч з центральним Кримом. Так само встановлення у містах Криму дизель-електростанцій не вирішило проблему нестачі електроенергії через нестачу генерувальних потужностей і, головне, надвисоку собівартість електроенергії.
За цих обставин Росія була змушена розпочати зведення промислових генерувальних потужностей, але на заваді стало загальне технологічне відставання Росії в галузі точного машинобудування та, зокрема, газотурбобудування, а також дія санкцій, накладених на Росію через її збройну агресію проти України та інтервенцію у Сирії, а також збиття малазійського Боїнга. 

## Перебіг подій

### Завезення турбін до Росії
Вирішенням проблеми енергопостачання Криму мала стати спеціальна операція із придбанням турбін у німецького концерну Siemens через спільне підприємство з подальшим таємним їх переміщенням до Криму. При цьому Володимир Путін запевняв німецький Уряд, що закуплені у Siemens турбіни не потраплять до Криму. 

### Завезення турбін до Криму
Турбіни до Криму були завезені автотрейлерами. Завезення відбувалось у нічний час.

### Спроби приховати походження турбін
У перших числах липня 2017 речник президента Росії Дмитро Пєсков заявив, що турбіни зібрані російськими компаніями.

### Реакція Siemens та Росії
11 липня Siemens подала позов проти російської компанії «Технопромекспорт», яка входить до «Ростех». 
14 грудня 2017 арбітражний суд Москви відмовив у задоволенні цього позову.

## Наслідки
21 липня 2017 Siemens повідомив, що розірве ліцензійну угоду з російськими компаніями щодо поставок обладнання для електростанцій. Концерн запропонує викупити їх і анулювати контракт на поставку. Також Siemens заявив про намір відмовитись від міноритарної частки в російській компанії «Интеравтоматика».
22 липня Уряд Німеччини заявив, що порушення санкцій призведе до погіршення міждержавних стосунків.
26 липня посли держав-членів ЄС ухвалили рішення накласти нові санкції проти Росії за нелегальне постачання турбін в тимчасово окупований Крим.
13 серпня ЄС розширив санкції через незаконне завезення газових турбін. До санкційного списку потрапили провідні російські компанії «Технопромекспорт» та «Інтеравтоматика», а також чиновники вищої ланки: заступник міністра енергетики Росії Андрій Черезов, голова департаменту Міністерства енергетики Євген Грабчак та гендиректор «Технопромекспорту» Сергій Топор-Гілка.